# Myriam Spiteri Debono
Myriam Spiteri Debono, ou Miriam Spiteri Debono, née Zammit le 25 octobre 1952 à Victoria (région de Gozo), est une femme d'État maltaise, membre du Parti travailliste. Elle est présidente de la Chambre des représentants de 1996 à 1998, et présidente de Malte depuis le 4 avril 2024.

## Biographie

### Formation juridique
Myriam Zammit nait le 25 octobre 1952 à Victoria, sur l'île de Gozo (région de Gozo). Elle fait ses études primaires et secondaires sur cette île avant d'amorcer des études universitaires à l'université de Malte en littérature anglaise et linguistique, desquelles elle en sort diplômée en 1973. Elle étudie plus tard le droit et devient notaire public en 1980. 

### Carrière politique
De 1993 à 1996, Myriam Spiteri Debono est présidente de la section féminine du Parti travailliste. Elle est présidente de la Chambre des représentants du 5 décembre 1996 au 24 octobre 1998, devenant la première femme à occuper ce poste,,.
En janvier 2023, le Parti nationaliste lui propose le poste de commissaire aux normes. Cependant, elle refuse cette nomination, affirmant qu'elle n'est pas intéressée par ce poste, manquant selon elle des capacités pour l'occuper.

### Élection présidentielle de 2024
Le 21 mars 2024, Myriam Spiteri Debono est déclarée favorite pour devenir la prochaine présidente de la République lors de l'élection présidentielle de la même année,. La semaine suivante, cette annonce est confirmée dans une déclaration commune du Premier ministre et du chef de l'opposition. Le 27 mars, elle est élue par la Chambre des représentants en obtenant 75 voix sur 79 députés. Spiteri Debono est la première personne à être élue en vertu des réformes constitutionnelles de 2020, dont la nouvelle exigence des deux tiers de l'approbation du Parlement pour le candidat à la présidentielle. 

### Présidente de Malte
Myriam Spiteri Debono est investie présidente de Malte le 4 avril 2024, succédant à George Vella pour un mandat de cinq ans. Il s'agit de la troisième femme — après Agatha Barbara et Marie-Louise Coleiro Preca — et de la troisième personne originaire de Gozo — après Anton Buttigieg et Ċensu Tabone — à occuper la fonction.

### Vie privée
Myriam Spiteri Debono est la veuve d'Anthony Spiteri Debono, qui meurt pendant le mandat de sa femme le 24 juillet 2025. Ils ont trois enfants et quatre petits-enfants.